# Popis prebivalstva v Kraljevini Jugoslaviji 1931

## Drugi popis prebivalstva
Glede na Popis prebivalstva leta 1931 je v Kraljevini Jugoslaviji živelo 13.934.038 prebivalcev. Od tega: 6.785.501 pravoslavcev, 5.217.847 rimokatoličanov, 1.561.166 muslimanov, 231.169 evangeličanov in 138.355 drugih.
Prvi popis prebivalstva v Jugoslaviji (SHS) je bil leta 1921. To je bil torej drugi Popis prebivalstva v Kraljevini Jugoslaviji, ki je potekal 31. marca 1931 in je obravnaval na prvem mestu versko pripadnost, nato pa tudi narodnostno pripadnost. Glede narodnostne pripadnosti je težava v tem, ker je pri Slovencih, Hrvatih, Srbih in Makedoncih podan le seštevek pripadnikov Jugoslovanskega plemena, medtem ko so druge narodnosti obravnavane posebej; na ta način ni mogoče ugotoviti, koliko je bilo pripadnikov posameznih "bratskih narodov". Lahko pa je ugotoviti, koliko je bilo pripadnikov posameznih veroizpovedi po banovinah. 

### Popis po banovinah
| Banovina              | pravoslavci | rimokatoličani | muslimani | evangeličani | drugi kristjani | ostali | skupno     |
| --------------------- | ----------- | -------------- | --------- | ------------ | --------------- | ------ | ---------- |
| Dravska banovina      | 6.745       | 1.107.155      | 927       | 25.717       | 2.665           | 1.089  | 1.144.298  |
| Drinska banovina      | 992.924     | 169.613        | 356.469   | 3.804        | 1.836           | 10.093 | 1.534.739  |
| Donavska banovina     | 1.393.269   | 774.691        | 2.660     | 167.871      | 29.843          | 18.961 | 2.387.295  |
| Moravska banovina     | 1.364.490   | 11.061         | 58.802    | 268          | 299             | 664    | 1.435.584  |
| Primorska banovina    | 138.375     | 692.496        | 69.360    | 211          | 618             | 600    | 901.660    |
| Savska banovina       | 517.191     | 2.122.631      | 3.823     | 21.888       | 18.922          | 19.928 | 2.704.383  |
| Vardarska banovina    | 1.046.039   | 18.472         | 499.362   | 430          | 2.346           | 7.594  | 1.574.243  |
| Vrbaška banovina      | 600.529     | 172.787        | 250.265   | 3.377        | 9.245           | 1.179  | 1.037.382  |
| Zetska banovina       | 516.490     | 92.165         | 315.677   | 208          | 337             | 639    | 925.516    |
| Uprava mesta Beograda | 209.449     | 56.776         | 3.821     | 7.395        | 2.041           | 9.456  | 288.938    |
| skupno                | 6.785.501   | 5.217.847      | 1.561.166 | 231.169      | 68.152          | 70.203 | 13.934.038 |